# Paul Holmes (pilote)
Pour les articles homonymes, voir Paul Holmes.
Paul Holmes (né le 25 mars 1988 à Harrogate, en Angleterre) est un pilote de quad britannique. Il a remporté plusieurs titres comme le championnat d'Europe de quad en 2009, le championnat d'Angleterre ou encore le championnat du monde de quad à Pont-de-Vaux aux côtés des pilotes Romain Couprie et Joe Maessen.

## Biographie
Paul Holmes est né le 25 mars 1988 à Harrogate (Yorkshire) en Angleterre. Ce jeune Anglais a commencé le quad en 2005, à 17 ans, ce qui est assez tard pour commencer une carrière dans ce milieu. Il fait partie de l'équipe KTM.